# Књижевни псеудоним
Књижевни псеудоним (фр. nom de plume — „име по перу“) или криптоним (рус. криптоним, од стгрч. κρυπτός [] — „сакривено“/„тајно“ + грч. óνομα [] — „име“) псеудоним је који усваја писац. Право име писца који књиге издаје под псеудонимимом може бити познато само издавачу, али може бити познато и широј јавности. Усваја се из више разлога, првенствено једноставности, док су у прошлости то били други разлози. Као појава, присутан је у великом броју литература света.

## Разлози
Обично се усваја услед сложеног или имена страног језику земље у којој се књига издаје, иако разлози могу бити други; име и презиме са „лошим призвуком“, сличност имена са именом већ познатог аутора, као и због недостатка жеље за великом славом.

## Историја
У западњачкој литератури користиле су га првенствено жене да би њихове књиге биле прихваћеније. Сем псеудонима, користиле су, а чак и данас се користе, иницијали (нпр. Џ. К. Роулинг), јер се по презимену пол не може закључити.
У источњачкој литератури, ситуације су различите. У Јапану, писци хаикуа обично користе хаиго — јапански назив за псеудоним; у Персији су скоро па сви писци користили неку врсту псеудонима.